# Красная (приток Сожа)
Красная — речушка в Смоленской области, левый приток реки Сож. Длина несколько километров. Начинается в пределах деревни Красное, протекает через Николаевку, Череповище и за околицей последнего впадает в Сож.
В Череповище на реке находится пруд, вода которого в XIX веке использовалась для приведение в действия лесопильной мельницы, располагавшейся в этой деревне.
В Планах генерального межевания Смоленской губернии (1780—1790) обозначена, как речка Восца.